# 1961 في النرويج
فيما يلي قوائم الأحداث التي وقعت خلال عام 1961 في النرويج.

## سياسة

### تعيين في المنصب
- 1 يناير – أندرياس هولم نائب عضو برلمان النرويج  [لغات أخرى]‏.
- 1 يناير – أوتو داهل عضو برلمان النرويج  [لغات أخرى]‏.
- 1 يناير – أودفار نوردلي عضو برلمان النرويج  [لغات أخرى]‏.
- 1 يناير – أوسكار اولسن نائب عضو برلمان النرويج  [لغات أخرى]‏.
- 1 يناير – أوليفر داهل عضو برلمان النرويج  [لغات أخرى]‏.
- 1 يناير – أينار غارهاردسن عضو برلمان النرويج  [لغات أخرى]‏.
- 1 يناير – إدوارد هامبرو عضو برلمان النرويج  [لغات أخرى]‏.
- 1 يناير – تريغفه براتلي عضو برلمان النرويج  [لغات أخرى]‏.
- 1 يناير – جاكوب مارتن بيترسن عضو برلمان النرويج  [لغات أخرى]‏.
- 1 يناير – جون أندرسن عضو برلمان النرويج  [لغات أخرى]‏.
- 1 يناير – سفين اولسن نائب عضو برلمان النرويج  [لغات أخرى]‏.
- 1 يناير – غونار ألف لارسن نائب عضو برلمان النرويج  [لغات أخرى]‏،عضو برلمان النرويج  [لغات أخرى]‏.
- 1 يناير – كريستيان إل. هولم عضو برلمان النرويج  [لغات أخرى]‏.
- 1 يناير – كونراد نوردال عضو برلمان النرويج  [لغات أخرى]‏.
- 1 يناير – لارس كورفالد عضو برلمان النرويج  [لغات أخرى]‏.
- 1 يناير – نيلس كريستين جاكوبسن عضو برلمان النرويج  [لغات أخرى]‏.
- 1 يناير – هانس بيرغ عضو برلمان النرويج  [لغات أخرى]‏.
- 1 يناير – هنري جاكوبسن عضو برلمان النرويج  [لغات أخرى]‏.
- 1 يناير – هنري كارلسن نائب عضو برلمان النرويج  [لغات أخرى]‏.
- 1 يناير – هيلج ياكوبسن عضو برلمان النرويج  [لغات أخرى]‏.
- 1 يناير – ويلي جانسون نائب عضو برلمان النرويج  [لغات أخرى]‏.

### انتهاء فترة المنصب
- 1 يناير – آرنه هنري جنسن نائب عضو برلمان النرويج  [لغات أخرى]‏.
- 1 يناير – أوتو داهل عضو برلمان النرويج  [لغات أخرى]‏.
- 1 يناير – أودفار نوردلي نائب عضو برلمان النرويج  [لغات أخرى]‏.
- 1 يناير – أينار غارهاردسن عضو برلمان النرويج  [لغات أخرى]‏.
- 1 يناير – بيدير ياكوبسن عضو برلمان النرويج  [لغات أخرى]‏.
- 1 يناير – بيورن كريستوفرسن Army Chief Commander of Norway  [لغات أخرى]‏.
- 1 يناير – تريغفه براتلي عضو برلمان النرويج  [لغات أخرى]‏.
- 1 يناير – جاكوب مارتن بيترسن عضو برلمان النرويج  [لغات أخرى]‏.
- 1 يناير – جون أندرسن عضو برلمان النرويج  [لغات أخرى]‏.
- 1 يناير – راجنار هورن نائب عضو برلمان النرويج  [لغات أخرى]‏.
- 1 يناير – غونار ألف لارسن نائب عضو برلمان النرويج  [لغات أخرى]‏،عضو برلمان النرويج  [لغات أخرى]‏.
- 1 يناير – غونار ياكوبسن نائب عضو برلمان النرويج  [لغات أخرى]‏.
- 1 يناير – كريستيان إل. هولم عضو برلمان النرويج  [لغات أخرى]‏.
- 1 يناير – كونراد نوردال عضو برلمان النرويج  [لغات أخرى]‏.
- 1 يناير – نيلس كريستين جاكوبسن عضو برلمان النرويج  [لغات أخرى]‏.
- 1 يناير – هانس بيرغ عضو برلمان النرويج  [لغات أخرى]‏.
- 1 يناير – هنري جاكوبسن عضو برلمان النرويج  [لغات أخرى]‏.
- 1 يناير – هنري كارلسن نائب عضو برلمان النرويج  [لغات أخرى]‏.

## رياضة
- 1 يناير – كأس النرويج 1961 الفائز نادي فريدريكستاد.

## مواليد

### يناير
- 11 يناير – كارل مورتن أموندسين

### فبراير
- 21 فبراير – بير آرنه اولسن سياسي نرويجي.
- 24 فبراير – إرنا سولبرغ سياسية نرويجية.

### مارس
- 12 مارس – إريك كريستيانسن لاعب هوكي جليد نرويجي.
- 19 مارس – رون براستوف لاعب كرة قدم نرويجي.

### أبريل
- 11 أبريل – كييل رون فلو لاعب كرة قدم نرويجي.

### مايو
- 23 مايو – بال بريكي فيزيائي نرويجي.
- 29 مايو – غلين إريك هاوغلاند ملحن نرويجي.

### يونيو
- 21 يونيو – رولف مورغان هانسن دراج نرويجي.

### يوليو
- 12 يوليو – إسبن أندرسن لاعب تزلج نوردي مزدوج نرويجي.
- 13 يوليو – جون هوغو بيدرسن مبارز بالسيف نرويجي.
- 25 يوليو – يوهان أندريسن

### أغسطس
- 27 أغسطس – أنديرس غيافر صحفي نرويجي.

### أكتوبر
- 27 أكتوبر – ميا غوندرسن

### نوفمبر
- 29 نوفمبر – بريت بيترسن

## وفيات

### يناير
- 28 يناير – أولاف بروك (مواليد 1867)

### مارس
- 25 مارس – بيرغر أندرياسن (مواليد 1891) درّاج طريق نرويجي.
- 27 مارس – جاكوب بيدرسن (مواليد 1889)

### أبريل
- 28 أبريل – كارل بي. رايت (مواليد 1893) سياسي نرويجي.

### يونيو
- 7 يونيو – هارالد جرام (مواليد 1887) سياسي نرويجي.
- 9 يونيو – أرنستاين أرنبيرج (مواليد 1882) مهندس معماري نرويجي.

### أغسطس
- 4 أغسطس – فريدغوف كنوتسن (مواليد 1894) كاتب نرويجي.
- 15 أغسطس – أوتو روغ (مواليد 1882) ضابط نرويجي.
- 23 أغسطس – كارستن كارلسن (مواليد 1892) موسيقي نرويجي.

### أكتوبر
- 3 أكتوبر – شتاين بوغ (مواليد 1896) مخرج مسرحي نرويجي.

### نوفمبر
- 2 نوفمبر – هارييت بوسي (مواليد 1878)